# Elapsoidea boulengeri
Elapsoidea boulengeri är en orm i familjen giftsnokar som förekommer i södra Afrika. Populationen listades fram till 1998 som underart till Elapsoidea semiannulata. Artepitet i det vetenskapliga namnet hedrar zoologen George Albert Boulenger.
Denna orm förekommer från södra Tanzania till nordöstra Sydafrika. Den lever i låglandet och i bergstrakter upp till 1500 meter över havet. Exemplaren vistas i fuktiga savanner. De gräver ofta i marken. Arten har ett giftigt bett. Honor lägger ägg.
För beståndet är inga hot kända. Hela populationen bedöms som stabil. IUCN listar arten som livskraftig (LC).